# ديفيد بيرغمان (لاعب كرة قاعدة)
ديفيد بيرغمان (بالهولندية: David Bergman)‏ هو لاعب كرة قاعدة هولندي، ولد في 16 أغسطس 1981 في هارلم في هولندا.

## وصلات خارجية
- ديفيد بيرغمان على موقعبيزبول رفرنس.كوم (الدوري الثانوي) (الإنجليزية)
- ديفيد بيرغمان على موقع أوليمبيديا (الإنجليزية)